# Lijst van burgemeesters van Bourtange
Dit is een lijst van burgemeesters van de voormalige Nederlandse gemeente Bourtange in de provincie Groningen.
| Ambtsperiode | Naam burgemeester  | Partij of stroming | Bijzonderheden                                    |
| ------------ | ------------------ | ------------------ | ------------------------------------------------- |
| 1811         | Paulus Eckringa    |                    | maire, ovl. september 1811                        |
| 1812 - 1821  | Willem van Hateren |                    | maire, sinds 1813 schout; 1821 opheffing gemeente |